# Joshua Eagle
Joshua Eagle (Toowomba, Australia, 10 de mayo de 1973) es un jugador profesional de tenis australiano. Es un especialista en dobles, modalidad en la que conquistó 5 títulos de ATP.

## Torneos ATP (5; 0+5)

### Dobles (5)

#### Títulos
| Leyenda                |
| Grand Slam (0)         |
| Tennis Masters Cup (0) |
| ATP Masters Series (0) |
| ATP Tour (5)           |

| N.º | Fecha                 | Torneo    | Superficie    | Pareja         | Oponentes en la final             | Resultado   |
| --- | --------------------- | --------- | ------------- | -------------- | --------------------------------- | ----------- |
| 1.  | 5 de enero de 1998    | Adelaida  | Dura          | Andrew Florent | Ellis Ferreira Rick Leach         | 6-4 6-7 6-3 |
| 2.  | 26 de febrero de 2001 | Dubái     | Dura          | Sandon Stolle  | Daniel Nestor Nenad Zimonjić      | 6-4 6-4     |
| 3.  | 8 de julio de 2002    | Gstaad    | Tierra batida | David Rikl     | Massimo Bertolini Cristian Brandi | 7-6(5) 6-4  |
| 4.  | 15 de julio de 2002   | Stuttgart | Tierra batida | David Rikl     | David Adams Gastón Etlis          | 6-3 6-4     |
| 5.  | 7 de octubre de 2002  | Viena     | Dura          | Sandon Stolle  | Jiří Novák Radek Štěpánek         | 6-4 6-3     |

#### Finalista (Torneos destacados)
- 2000: Masters de Toronto (junto a Andrew Florent pierden ante Sébastien Lareau y Daniel Nestor)
- 2001: Masters de Montecarlo (junto a Andrew Florent pierden ante Jonas Björkman y Todd Woodbridge)